# Євдокія (фільм, 1961)
«Євдокія» — радянська мелодрама 1961 року Тетяни Ліознової за однойменною повістю Віри Панової.

## Сюжет
На околиці провінційного містечка живуть Євдоким і Євдокія, які виховують прийомних дітей. Євдоким працює на заводі, Євдокія — домогосподарка. Сім'я здавалося б благополучна і щаслива: біда лише в тому, що Євдокія не може забути любов своєї юності. Цього Євдоким стерпіти не може і пропонує Євдокії свободу, тоді як він залишиться з дітьми. Але всі ці протиріччя тонуть в обопільній любові до дітей і один до одного.

## У ролях
| Актор                | Роль                                                   |
| -------------------- | ------------------------------------------------------ |
| Людмила Хитяєва      | Євдокія Чернишова                                      |
| Микола Лебедєв       | Євдоким Чернишов                                       |
| Алевтина Румянцева   | Наталія                                                |
| Любов Басова         | Наташа в дитинстві , а також дочка Наталії             |
| Ольга Наровчатова    | Наташа в юності                                        |
| Юрій Ахмадулін       | Андрій в дитинстві                                     |
| Євген Ануфрієв       | Андрій                                                 |
| Олександр Барсов     | Павло в дитинстві                                      |
| Володимир Івашов     | Павло Чернишов                                         |
| Олена Павленко       | Катя в дитинстві                                       |
| Наталія Защипіна     | Катя                                                   |
| Михайло Дьяков       | Саша в дитинстві                                       |
| Олександр Галченко   | Саша                                                   |
| Віра Алтайська       | Анна Шкапідар                                          |
| Олена Максимова      | Мар'юшка                                               |
| Валентин Зубков      | Порохіна                                               |
| Іван Рижов           | Іван Єгорович Шестьоркін                               |
| Петро Константинов   | Авдєєв                                                 |
| М. Львова            | Настя                                                  |
| Айрат Арсланов       | Ахмет                                                  |
| Анатолій Дудоров     | Суддя                                                  |
| Петро Савін          | ведучий зборів                                         |
| Леонід Давидов-Субоч | Дмитро Колесов                                         |
| Георгій Шаповалов    | Тимофєєв                                               |
| Клавдія Хабарова     | Софія                                                  |
| Ксенія Козьміна      | сусідка                                                |
| Валентина Бєляєва    | подруга Євдокії                                        |
| Лідія Корольова      | реєстратор в готелі ( немає в титрах )                 |
| Віктор Колпаков      | фотограф ( немає в титрах )                            |
| Анастасія Філіппова  | черговий вахтер на заводі ( немає в титрах )           |
| Єлизавета Кузюріна   | епізод                                                 |
| Інна Федорова        | епізод ( немає в титрах )                              |
| Тамара Сидякіна      | молочниця, епізод на початку фільму ( немає в титрах ) |

## Знімальна група
- Режисер — Тетяна Ліознова
- Сценарист — Віра Панова
- Оператори — Петро Катаєв і  Жозеф Мартов
- Композитор —  Леонід Афанасьєв
- Художники —  Олександр Вагічев і Борис Дулєнков